# Serbia en los Juegos Europeos de Cracovia 2023
Serbia participó en los Juegos Europeos de Cracovia 2023 con un equipo de 125 deportistas. Responsable del equipo nacional fue el Comité Olímpico de Serbia.

## Medallistas
El equipo de Serbia obtuvo las siguientes medallas:
| Nombre                                                             | Deporte    | Competición                          |
| ------------------------------------------------------------------ | ---------- | ------------------------------------ |
| Oro                                                                |            |                                      |
| Milica Gardašević                                                  | Atletismo  | Salto de longitud F                  |
| Aleksandra Krstić                                                  | Kickboxing | Full contact –70 kg F                |
| Aleksandra Perišić                                                 | Taekwondo  | –67 kg F                             |
| Plata                                                              |            |                                      |
| Vahid Abasov                                                       | Boxeo      | Wélter (71 kg) M                     |
| Natalia Šadrina                                                    | Boxeo      | Ligero (60 kg) F                     |
| Milica Novaković                                                   | Piragüismo | K1 200 m F                           |
| Nadica Božanić                                                     | Taekwondo  | –73 kg F                             |
| Bogdan Marojević Nikola Mitro                                      | Teqball    | Dobles M                             |
| Nikola Mitro Maja Umićević                                         | Teqball    | Dobles mixto                         |
| Bronce                                                             |            |                                      |
| Aleksandar Konovalov                                               | Kickboxing | Full contact –75 kg M                |
| Marko Dragosavljević                                               | Piragüismo | K1 500 m M                           |
| Ervin Holpert Marko Dragosavljević                                 | Piragüismo | K2 500 m M                           |
| Anđelo Džombeta Marko Novaković Vladimir Torubarov Stefan Vrdoljak | Piragüismo | K4 500 m M                           |
| Milica Novaković                                                   | Piragüismo | K1 500 m F                           |
| Stefan Takov                                                       | Taekwondo  | –74 kg M                             |
| Equipo                                                             | Tiro       | Rifle 3 posiciones 50 m por equipo M |